# Нордейнде (Гелдерланд)
Нордейнде (нід. Noordeinde) — село в нідерландській провінції Гелдерланд. Входить до муніципалітету Олдебрук.
Його площа становить 0,39км², а населення станом на 2021 рік складало 205 осіб.

## Галерея

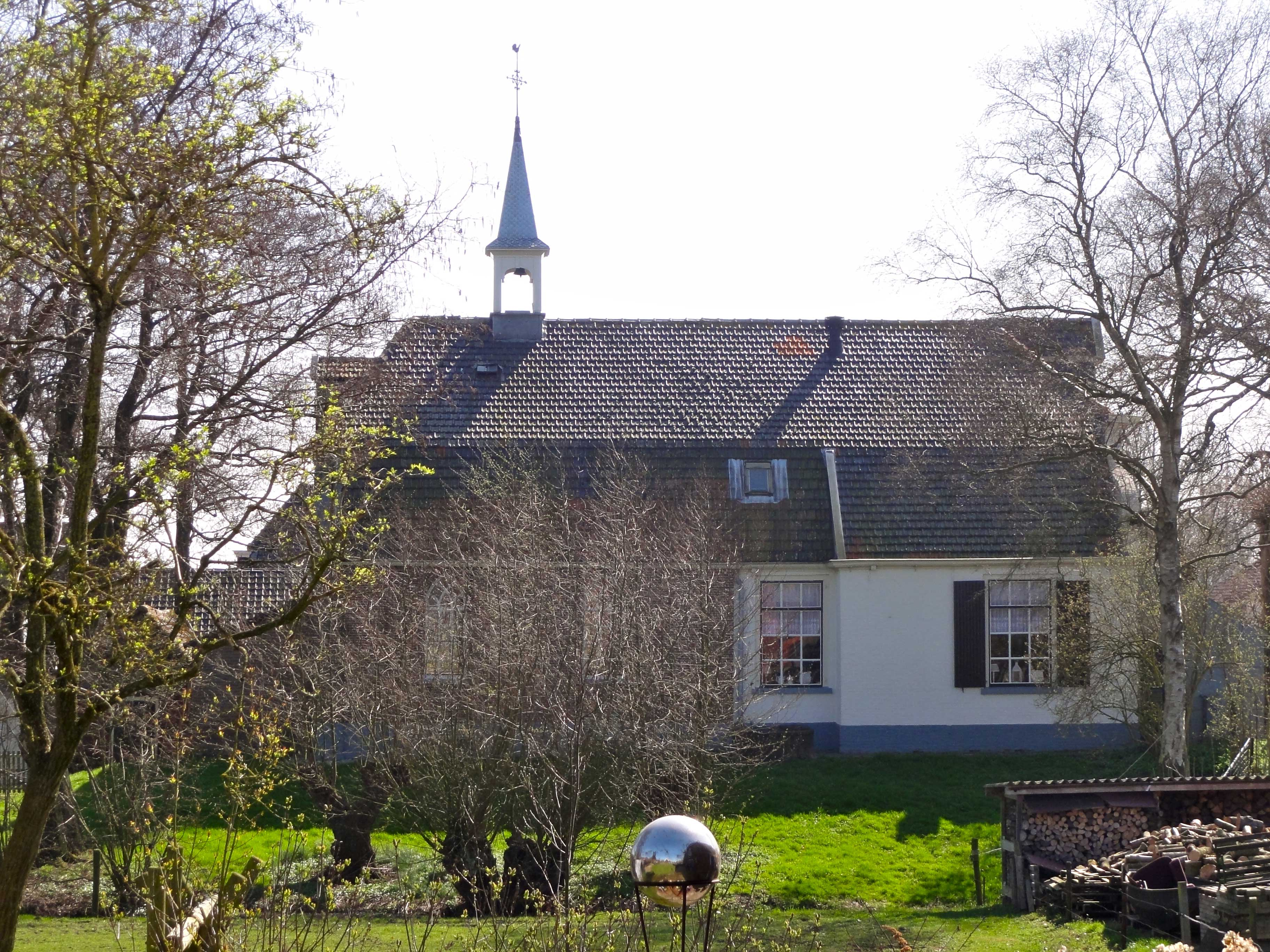
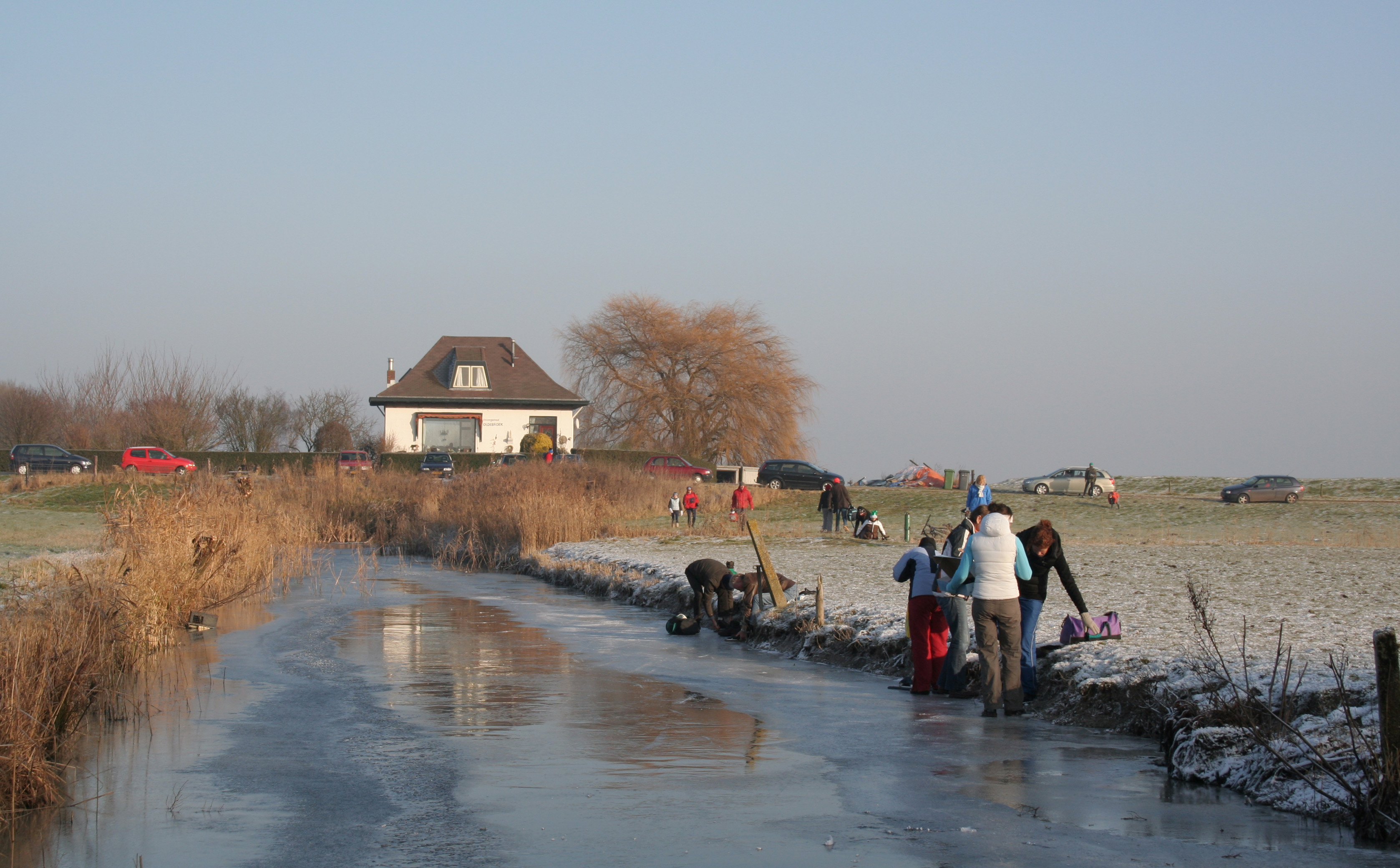